# Sun Valley, Idaho
Sun Valley är en stad i Idaho, USA. Denna vintersportort invigdes den 21 december 1936, gjorde sedermera området till ett turistmetropol – där samtidigt den ursprungliga gruvstaden Ketchum i närheten lyftes, som annars kunde ha dött ut. Befolkningen i Sun Valley uppgick till 1 406 vid folkräkningen i USA 2010. Den alpina skidanläggningen innehåller 65 nedfarter och 19 liftar (varav 13 stolliftar), och är bland annat känd för att ha uppfört världens första stollift för utförsåkartransport (fast enstolslift, 1936).

### Fotnoter
1. ↑  I. Herbert Gordon (2 december 1979). ”Sun Valley Retains Its Role as the Doyenne of Ski Resorts; If You Go” (på engelska). New York Times. https://www.nytimes.com/1979/12/02/archives/sun-valley-retains-its-role-as-the-doyenne-of-ski-resorts-if-you-go.html. Läst 7 augusti 2018.
2. ↑  Spokesman-Review Arkiverad 27 mars 2012 hämtat från the Wayback Machine. - 2010 census - Sun Valley, Idaho - läst 7 januari 2012